# Puffing Billy (locomotora)
La Puffing Billy es la locomotora de vapor existente más antigua del mundo, construida en 1813-1814 por el supervisor de una mina de carbón William Hedley, el maquinista Jonathan Forster y el   mecánico Timothy Hackworth para Christopher Blackett, el propietario de la mina de carbón de Wylam, cerca de Newcastle upon Tyne, en el Reino Unido. También fue la primera locomotora de vapor comercial con tracción  exclusivamente basada en la adherencia rueda y carril. Era empleada para transportar vagones de carbón desde la mina de Wylam hasta los muelles de Lemington-on-Tyne, en Northumberland. 

## Historia

### Precursores
En 1810, la minería del carbón de Durham resultó paralizada por una gran huelga motivada por el sistema de bonos de pago. Durante este tiempo, Christopher Blackett, propietario de la mina de Wylam, aprovechó la inactividad de los pozos para experimentar con la idea de un tranvía transportado por locomotoras que funcionaba únicamente por adhesión, en lugar del sistema de cremallera Blenkinsop utilizado en el Ferrocarril de Middleton. Estos ensayos comenzaron con un simple vagón accionado por una manivela, construido a partir del chasis de un vagón de carbón con la adición de un eje de transmisión central y unidades de engranajes a los ejes.
Como este experimento fue exitoso, en 1812 fue seguido por el primer prototipo de "motor móvil" de Wylam, que funcionaba con vapor. Se basaba en una combinación del vagón de prueba, con un motor de un solo cilindro y una caldera encima. Poco se sabe del diseño, aunque se dice que se inspiró en la locomotora Pen-y-darren de Trevithick. No está claro si el cilindro simple era vertical u horizontal, y si la caldera tenía un solo conducto recto o un conducto de retorno. Pudo haber sido apodada Grasshopper. El 'motor viajero' tuvo éxito como prototipo, pero tenía poca potencia y era propenso a detenerse cuando estaba sobrecargado o tenía que subir por una pendiente. Sin embargo,  la demostración resultó suficientemente convincente como  para alentar a Blackett a financiar más locomotoras. 

### Puffing Billy
La Puffing Billy fue una de las tres máquinas similares construidas por Hedley, el ingeniero de la mina de Wylam, para reemplazar los caballos utilizados para tirar de un tranvía. En 1813, Hedley construyó para el negocio de minería de Blackett los prototipos Puffing Billy y Wylam Dilly. Ambas máquinas fueron transformadas en 1815 dotándolas con diez ruedas, pero volvieron a su estado original en 1830, cuando el ferrocarril se volvió a poner en servicio con railes más resistentes.
En la edición de septiembre de 1814 de los Annals of Philosophy se mencionan dos locomotoras con ruedas de cremallera (probablemente la Salamanca y la Blücher), y luego se menciona "otra locomotora de vapor en Newcastle, empleada para un propósito similar [acarrear carbones], y avanzar sin rueda de cremallera, simplemente por su fricción contra la vía férrea". Del contexto se deduce una ubicación diferente a la de la Blücher, por lo que probablemente sea la Puffing Billy.
La Puffing Billy permaneció en servicio hasta 1862, cuando Edward Blackett, el dueño de la mina de Wylam, cedió la máquina al Museo de la Oficina de Patentes en South Kensington, Londres (más tarde, convertido en el Museo de Ciencias de Londres). Posteriormente se vendió al museo por 200 libras. Todavía se exhibe allí. Su locomotora hermana, la Wylam Dilly, se conserva en el Museo Nacional de Escocia en Edimburgo. 
Se construyó una réplica (que funcionó por primera vez en 2006) en el Museo Beamish. Otra réplica, construida en 1906 en un taller del Ferrocarril Real de Baviera, se puede encontrar en el Museo Alemán de Múnich.

## Diseño
La Puffing Billy incorporó una serie de características novedosas, patentadas por Hedley, que demostrarían ser importantes para el desarrollo de las locomotoras. Tenía dos cilindros verticales a cada lado de la caldera (parcialmente envueltos por ella), y disponía de un solo cigüeñal situado debajo del bastidor, desde el que se accionaban los engranajes que acoplaban las ruedas para permitir una mejor tracción.

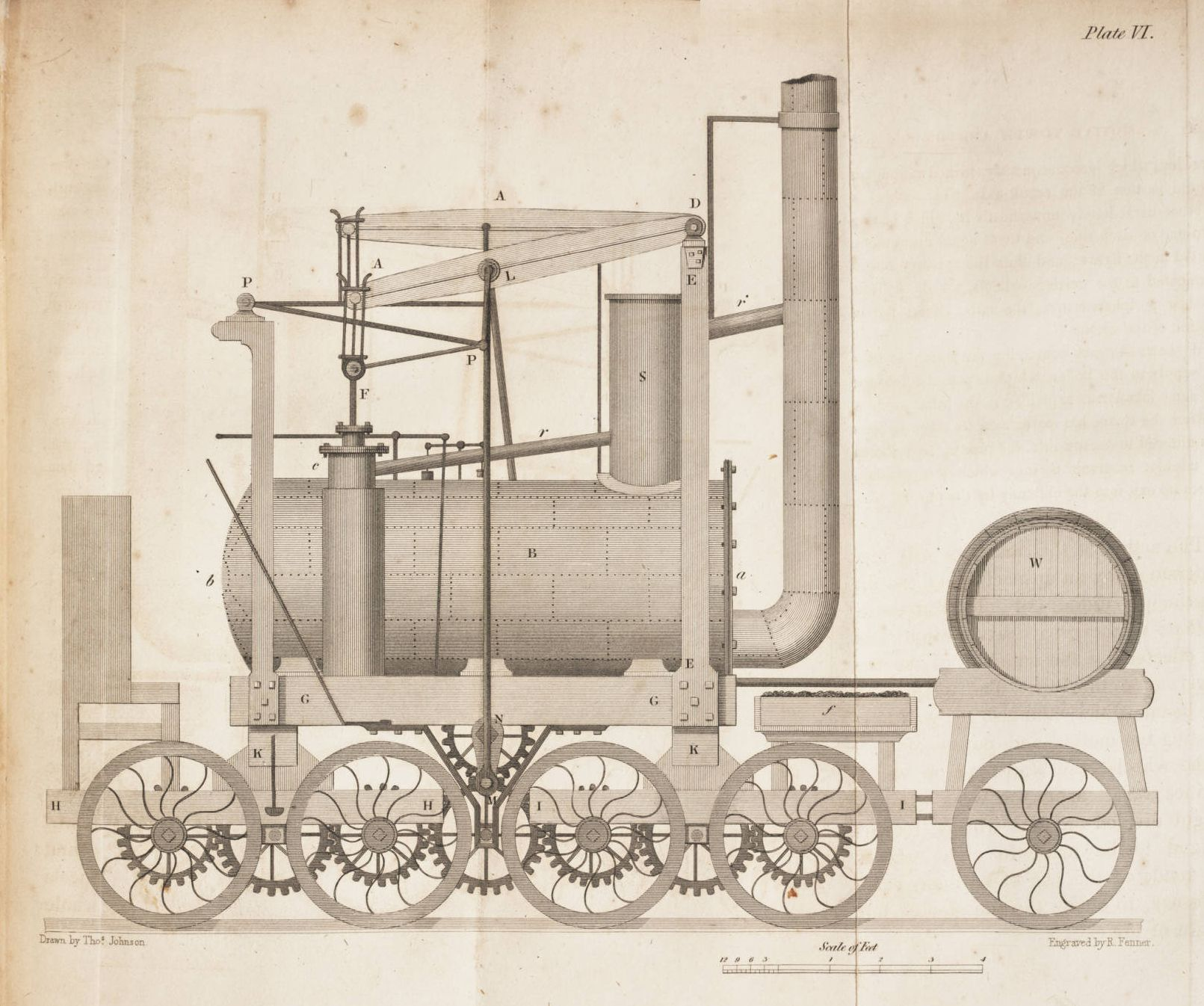
Forma de ocho acoplamientos

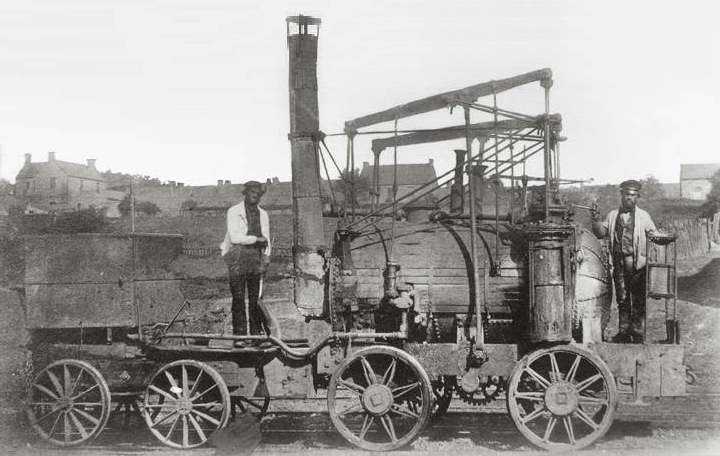
Forma final de cuatro ruedas, en 1862

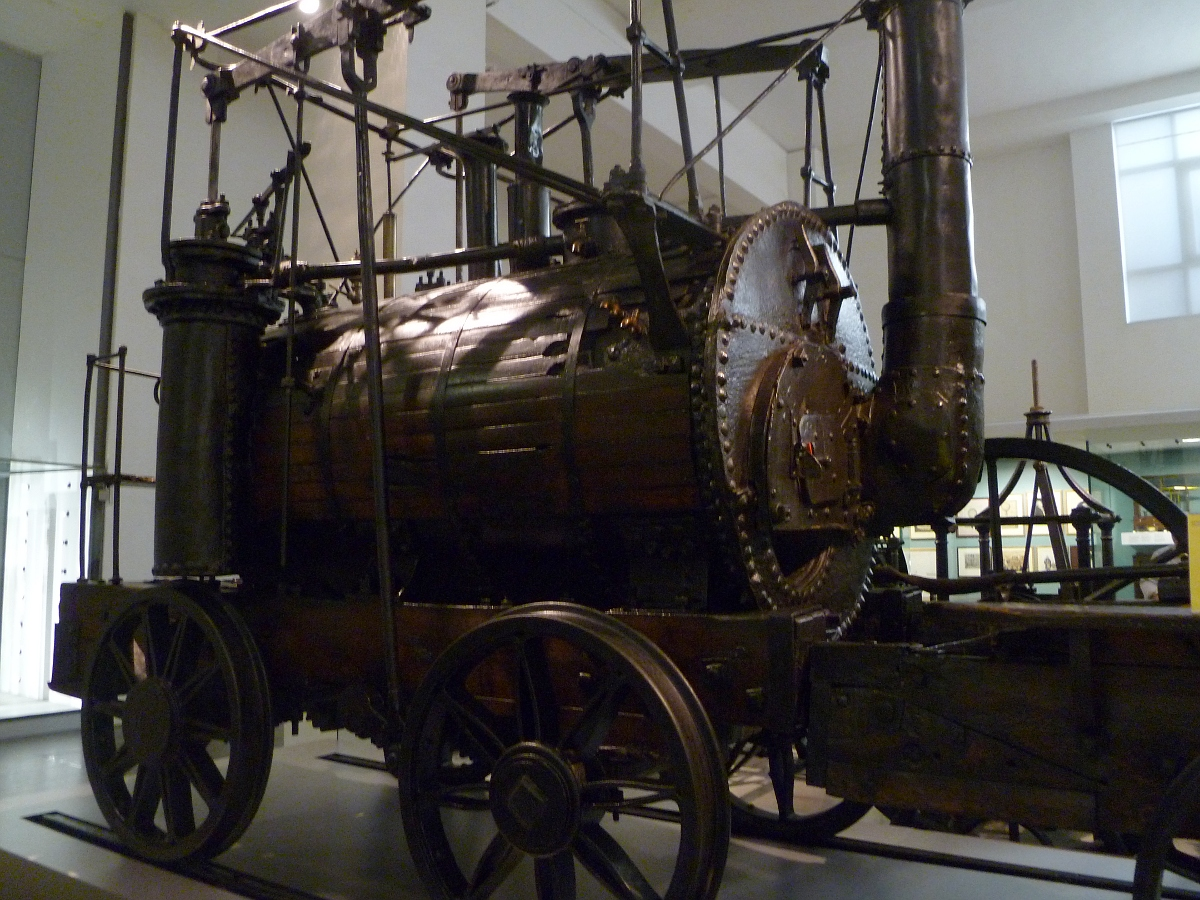
La locomotora en su ubicación actual, en 2011

El motor tenía una serie de limitaciones técnicas serias.  Con su considerable peso de ocho toneladas,  rompía con frecuencia los carriles de hierro fundido de la época, alentando a los oponentes de las locomotoras a criticar la innovación. Este problema se solucionó rediseñando la máquina con cuatro ejes, para que el peso se distribuyera de manera más uniforme. Finalmente se transformó como un vehículo de cuatro ruedas cuando se introdujo una vía mejorada con rieles de borde alrededor de 1830. No fue particularmente rápida, y no alcanzaba más allá de 5 mph (8 km/h).

## Legado
La Puffing Billy fue una influencia importante en George Stephenson, que vivía cerca de donde se creó la máquina, y su éxito fue un factor clave en la promoción del uso de locomotoras a vapor por otras minas en el noreste de Inglaterra. 
Se ha sugerido que el nombre de la Puffing Billy ha sobrevivido en el idioma inglés en el intensificador like billy-o, pero hay varias explicaciones alternativas para el origen de esta expresión.
En 1952, el compositor británico de música ligera Edward White escribió una melodía que lleva el nombre de la locomotora. La pieza se hizo omnipresente en los medios de comunicación británicos, se usó en un programa de radio de la BBC desde 1952 hasta 1966, y apareció en numerosos asuntos y otros programas de radio.[10] En Estados Unidos, sirvió de sintonía al programa Capitán Canguro de 1955 a 1974

## Lecturas relacionadas
- Kirtley, Allan, Longbottom, Patricia, Blackett, Martin. A History of the Blacketts. (2013) The Blacketts. ISBN 978-0-9575675-0-4. Archivado desde el original el 23 de junio de 2014. Consultado el 11 de octubre de 2019.
- Smith, George Turner (2015). Thomas Hackworth: Locomotive Engineer. Fonthill. pp. 26-32. ISBN 978-1-78155-464-7.
- Bailey, Michael R. (2014). «2: The First Industrial Locomotives: 1812–1815». Loco Motion. The History Press. pp. 23–30. ISBN 978-0-7524-9101-1.

- Datos: Q735464
- Multimedia: Puffing Billy (locomotive UK) / Q735464